# Austin Carroll
Austin Carroll (Irlanda, 23 de fevereiro de 1835 — Estados Unidos, 29 de novembro de 1909) foi uma freira e escritora irlandesa que emigrou para os Estados Unidos.